# Bunchosia
Bunchosia é um género botânico pertencente à família Malpighiaceae.

## Espécies
| - Bunchosia acuminata - Bunchosia acutifolia - Bunchosia angustifolia - Bunchosia anomala - Bunchosia apiculata - Bunchosia argentea - Bunchosia armeniaca - Bunchosia cauliflora W.R.Anderson - Bunchosia glandulifera | - Bunchosia hartwegiana Benth. - Bunchosia jamaicensis Urb. & Nied - Bunchosia linearifolia P.Wilson - Bunchosia maritima (sin. fluminensis) - Bunchosia mcvaughii W.R.Anderson - Bunchosia nitida - Bunchosia pallescens - Bunchosia praecox W.R.Anderson - Bunchosia tutensis Dobson |